# 蒙圭尔福-泰西多
蒙圭尔福-泰西多（義大利語：Monguelfo-Tesido；德语：Welsberg-Taisten），是意大利波尔扎诺自治省的一个市镇。总面积46平方公里，人口2797人，人口密度60.8人/平方公里（2009年）。ISTAT代码为021052。